# Cemetary
Cemetary (bandets namn är medvetet felstavat) var ett svenskt gothic metal-band grundat av Mathias Lodmalm år 1989. Några år senare skrev de på ett kontrakt med Black Mark Production och släppte sitt debutalbum An Evil Shade Of Grey år 1992. Gruppen skulle spela in en platta till innan de gick från death metal till en gothic metal-stil med Black Vanity (1994), Sundown (1996) och Last Confessions (1997). Efter ett uppehåll på sju år återförenades bandet år 2004 och gav ut sin sista LP, Phantasma. I maj 2005 meddelade Mathias Lodmalm på bandets hemsida att han lämnade scenen för gott då han var missbelåten med sina samarbetspartner.
År 1997 och 1999 släppte Lodmalm album i liknande stil under namnet Sundown.
Mathias Lodmalm bildade 2000 bandet Cemetary 1213 och spelade in albumet The Beast Divine.

## Medlemmar
Senaste medlemmar
- Mathias Lodmalm – sång, gitarr, keyboard (1989–1997, 2001–2005)

Tidigare medlemmar
- Zriuko Culjak – basgitarr (1989–1993)
- Morgan Gredåker – trummor (1989)
- Juha Sievers – trummor (1989–1993)
- Christian Saarinen – gitarr (1989–1992)
- Anton Hedberg – gitarr (1992–1993)
- Markus Nordberg – trummor (1994–1997)
- Thomas Josefsson – basgitarr (1994–1997)
- Anders Iwers – gitarr (1994–1997)

Bidragande musiker (studio)
- Christian Silver – trummor (1994)
- Helena Ohberg – sång (1994)
- Alexander Molin – slagverk (1994)
- Christoffer Johnsson – gitarr (1994)
- Rex Gisslén – keyboard (1994)
- Tomas Joseffson – basgitarr (1994)
- Randy Wolf – keyboard (1996)

Medlemmar "Cemetary 1213" (2000–2001)
- Mathias Lodmalm – gitarr, sång
- Vesa K. (Vesa Kenttäkumpu) – gitarr, basgitarr
- Manne Engström – gitarr sång
- Christian Silver – trummor

## Diskografi
Demo
- Incarnation of Morbidity (1990)
- In Articulus Mortis (1991)
- Where the Rivers of Madness Stream / The Funeral (1992)

Studioalbum
- An Evil Shade of Grey (1992)
- Godless Beauty (1993)
- Black Vanity (1994)
- Sundown (1996)
- Last Confessions (1997)
- The Beast Divine (2000)
- Phantasma (2005)

EP
- Sundown (1995)

Samlingsalbum
- Sweetest Tragedies (1999)

Annat
- Welcome to the Black Mark Festivals '95 (1995) (delad album: Memento Mori / Cemetary / Tad Morose / Morgana Lefay)

Alla album av Cemetary släpptes av Black Mark, utom The Beast Divine som kom under namnet Cemetary 1213 av Century Media.